# Федде Лейсен
Федде Лейсен (нід. Fedde Leysen; 9 липня 2003) — бельгійський футболіст, захисник клубу «Юніон».

## Клубна кар'єра
Лейсен — вихованець клубу «Ауд-Хеверле Левен». У 2019 році гравець підписав контракт із нідерландським ПСВ. 6 листопада 2020 року в матчі проти «Ден Босха» він дебютував в Ерстедівізів у складі дублерів. Влітку 2023 року Лейсен повернувся на батьківщину, підписавши контракт на 3 роки з «Юніоном». 16 вересня у матчі проти «Генка» він дебютував у Жюпілі лізі.

## Досягнення
«Юніон»
- Володар Кубку Бельгії: 2023-24
- Володар Суперкубка Бельгії: 2024
- Чемпіон Бельгії: 2024-25